# Водонапорная башня (Мытищи)
Старая железнодорожная водонапорная башня в городе Мытищи (Московская область) — памятник промышленной архитектуры города Мытищи XIX века. Расположена рядом с железнодорожной станцией Мытищи, адрес: Московская область, г. Мытищи, ул. Колонцова, дом № 4/95.

## История
Водонапорная башня Мытищинского вагоностроительного завода была построена предположительно в 1896 году по проекту архитекторов Льва Кекушева и Иллариона Иванова-Шица, которые также участвовали в строительстве здания вокзала на станции Мытищи в 1896 году, в то же время, когда был основан Мытищинский вагоностроительный завод по заказу Саввы Мамонтова.

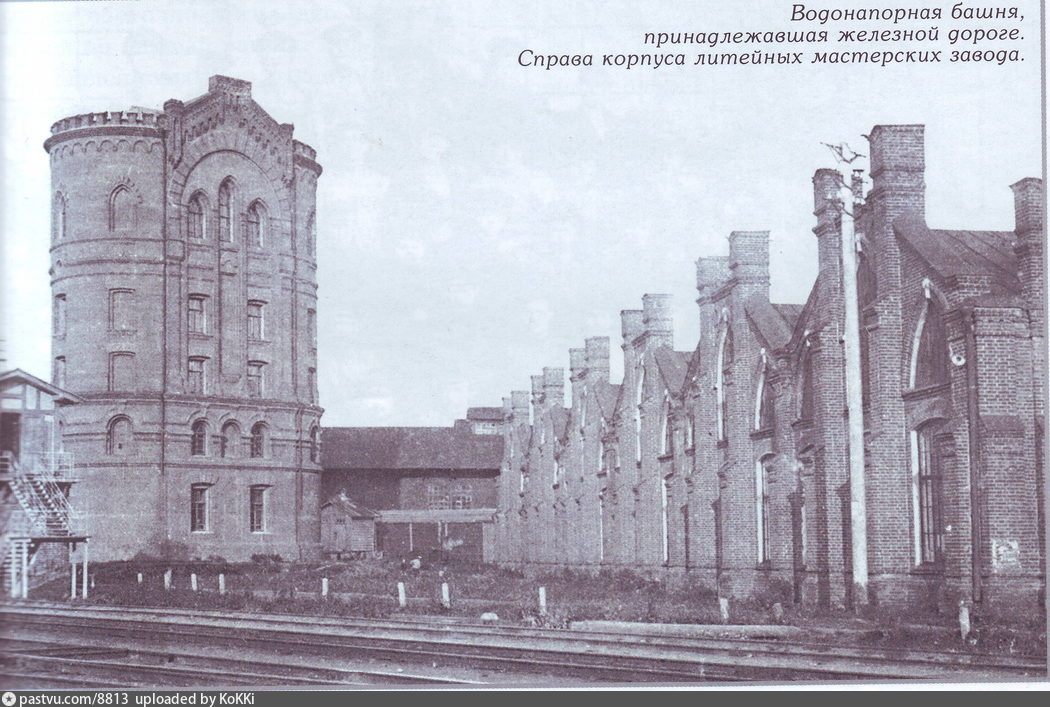
Водонапорная башня (Мытищи) XIX век

## Памятник архитектуры
Башня является достопримечательностью города Мытищи (Московская область). Именно она первая встречает жителей и гостей города, подъезжающих к станции Мытищи по железной дороге Ярославского направления. 

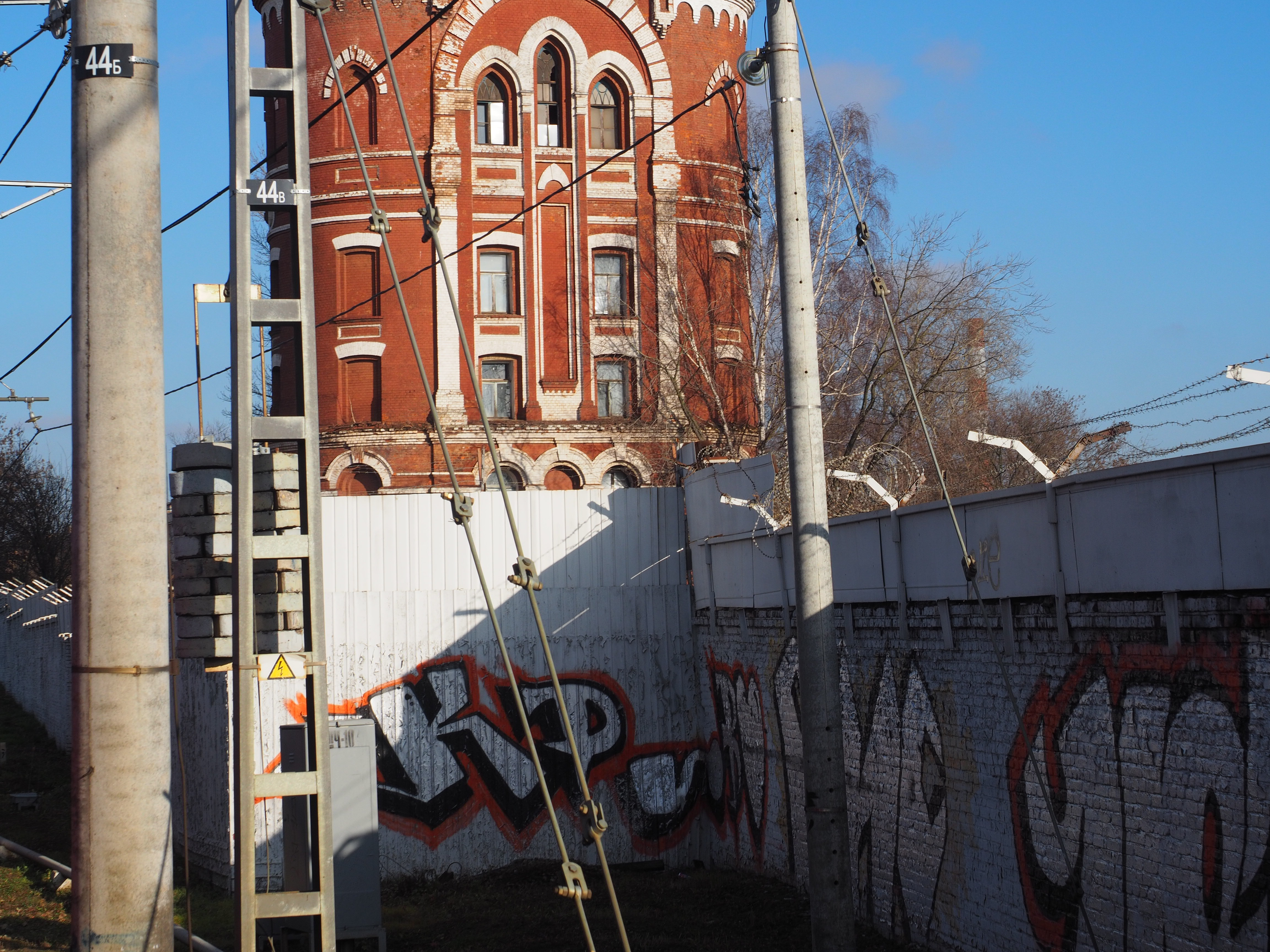
Вид из окна поезда на башню (2021)

 Изначально входила в ансамбль Мытищинского вагоностроительного завода (конец XIX — середина XX века).
Башня давно не используется по назначению, но внутри неё сохранились оригинальные резервуары для воды.
Башня включена в Перечень выявленных объектов культурного наследия Московской области, в соответствии с Федеральным законом от 25.06.2002 № 73-ФЗ «Об объектах культурного наследия (памятниках истории и культуры) народов Российской Федерации», статьей 4 Закона Московской области № 11/2018-ОЗ «Об объектах культурного наследия (памятниках истории и культуры) в Московской области»
Башня представляет собой памятник архитектуры в русском стиле. Сложена из красного кирпича. Является истинным шедевром архитектуры позапрошлого века.
27 июля 2019 года водонапорная башня была подожжена.